# La Plata (Misuri)
La Plata es una ciudad ubicada en el condado de Macon en el estado estadounidense de Misuri. En el Censo de 2010 tenía una población de 1366 habitantes y una densidad poblacional de 330,88 personas por km².

## Geografía
La Plata se encuentra ubicada en las coordenadas 40°1′26″N 92°29′27″O / 40.02389, -92.49083. Según la Oficina del Censo de los Estados Unidos, La Plata tiene una superficie total de 4.13 km², de la cual 4.11 km² corresponden a tierra firme y (0.38%) 0.02 km² es agua.

## Demografía
Según el censo de 2010, había 1366 personas residiendo en La Plata. La densidad de población era de 330,88 hab./km². De los 1366 habitantes, La Plata estaba compuesto por el 96.49% blancos, el 0.22% eran afroamericanos, el 0% eran amerindios, el 0.15% eran asiáticos, el 0.51% eran isleños del Pacífico, el 0.95% eran de otras razas y el 1.68% pertenecían a dos o más razas. Del total de la población el 1.32% eran hispanos o latinos de cualquier raza.